# Vladímir Kozlov
Vladímir Kozlov (ucraïnès: Влади́мир Евге́ньевич Козло́в)  (Mirnohrad, 7 de març de 1958) és un pilot de bob ucraïnès, ja retirat, que va competir sota bandera de la Unió Soviètica durant la dècada de 1980.
El 1988 va prendre part en els Jocs Olímpics d'Hivern de Calgary va disputar les dues proves del programa de bob. Guanyà la medalla d'or en la prova de bobs a dos, fent parella amb Jānis Ķipurs, i la de bronze en la de bobs a quatre, formant equip amb Guntis Osis, Juris Tone i Jānis Ķipurs.